# 倉垣翼
倉垣 翼（くらがき つばさ、1975年12月7日 - ）は、日本の女子プロレスラー。本名及び旧リングネームは倉垣 靖子（くらがき やすこ）。千葉県鎌ケ谷市出身。身長162cm、体重79kg。血液型O型。剣道二段。

## 所属
- JWP女子プロレス（1995年）
- JWP女子プロレス（1998年 - 2002年）
- フリーランス（2002年 - 2003年）
- JWP女子プロレス（2003年 - 2013年）
- フリーランス（2013年 - ）

## 経歴・戦歴
1995年
- 1月8日、東京・後楽園ホールにおいて、対小林智美戦で本名でデビュー、10分時間切れドロー[1]。後にJWP四天王と呼ばれる日向あずみ（当時久住智子）、輝優優（同宮口知子）、カルロス天野（同天野理恵子）、美咲華菜（同本谷香名子）と同期であった。しかし、数ヶ月で引退。

1998年
- 10月21日、後楽園ホールにおいて再デビュー。新人で後にタッグ「春倉」を組む春山香代子からフォール。

1999年
- リングネームを「倉垣翼」とする。

2002年
- 11月、JWP退団。以降はフリーとしてリングネームを「倉垣ツバサ」に改め、シャーク土屋と「猛毒隊」を結成。JWPの他にKAIENTAI-DOJOなどに参戦。メキシコにも遠征した。

2003年
- 8月、猛毒隊解散。JWPに復帰する。

2006年
- 2月23日、東京・新宿FACE（第2回T-1興行）において、豊田真奈美、堀田祐美子と組んで、尾崎魔弓、アメージング・コング、藪下めぐみ組と対戦。堀田が藪下からピラミッド・ドライバーで勝利。

2010年
- 10月24日、東京・シアター1010大会において、男子レスラーの石川修司と対戦。14分58秒、スプラッシュマウンテンを受け敗北。この試合は米山香織がJWP所属選手に影響を与えていた「米山革命」が起因となっており、JWP全体で女子プロレスの活性化を図る動きが盛んになっていた。

2013年
- 8月22日、自身の15周年興行となる10月14日新宿FACE大会をもってJWPを退団し、今後はフリーとして活動していくことを発表[2]。
- 10月14日、所属最後の試合として春山とシングル。

2014年
- OZアカデミー、仙女、YMZ、世界プロレス協会などに参戦中。またYMZに関してはレギュラーメンバーである。
- 7月20日、退団後初めてJWPに参戦。阿部幸江の引退ロードとして春山香代子とのタッグ春倉でザ☆WANTED!?と対戦。
- 8月10日、スターダム参戦。YMZレギュラーメンバーの米山香織・初日の出仮面のトモダチメイニアでアーティスト・オブ・スターダム王座に挑戦し勝利。
- 10月13日、OZアカデミーでAKINOの持つOZアカデミー無差別級王座に挑戦して勝利。AKINOの長期政権を破りフリー転向後初のシングルのベルトを奪取する。

2015年
- 春山香代子の引退に伴い春山引退時までJWPに参戦。また春山の引退試合の対戦相手にもなる。同試合後もJWPには定期参戦している。

## 得意技
アルゼンチン・バックブリーカー
通常一人担ぐが二段重ねで二人、最大三段重ねで３人を補助無くコーナーで担いでリング中央まで運び投げた事も複数回あった。
ファイアーバード・スプラッシュ
ウイングクラッチ・ホールド
逆さ押さえ込みから前方へブリッジする。
メタル・ウイング
Gammaが使うブリッツェンと同型の技。相手を両腕で頭上高く差し上げ（ハイジャック・バックブリーカーの体勢）、半回転させつつ前方に叩きつける。雪崩式やランニング式もある。
ルナ・ウイング
ムーンサルトに半捻りを加えてセントーン。バルキリースプラッシュと同型。
ハンマーウィング
両腕を揃えての裏拳
ムーンサルトプレス
ハヤブサ直伝ファルコンアロー

## タイトル歴
- JWP認定無差別級王座
- JWP認定タッグ王座
- JWP認定ジュニア王座
- NWAパシフィック女子&NEO認定シングル王座
- 全日本タッグ王座
- アーティスト・オブ・スターダム王座
- OZアカデミー認定無差別級王座
- OZアカデミー認定タッグ王座

## 入場テーマ曲
- 「LOVE GOD WING」（SHAKE IN PARADAISE）